# Vladimir Burtsev
Vladimir Lvovitj Burtsev (ryska: Владимир Львович Бурцев), född 17 november 1862 i Fort-Sjevtjenko, död 21 augusti 1942 i Paris, var en rysk revolutionär.
Burtsev förvisades 1886 till Sibirien, varifrån han rymde till Västeuropa. Här utgav Burtsev ryska revolutinäre tidskrifter, Det fria Ryssland, Byloje, och skrev på revolutionens historia. Trots att Burtsev stödde samarbete mellan socialister och liberaler, ansåg han den politiska revolutionsterrorn som ett nödvändigt kampmedel mot den tsaristiska regimen. 1908 vann han världsrykte genom sitt avslöjande av Jevno Azef och andra som dubbelagenter för ryska hemliga polisen.
Efter krigsutbrottet 1914 återvände han till Ryssland och erbjöd sina tjänster till regeringen, men sattes i fängelse. Genom amnesti återvände han 1915 till Petrograd. Som motståndare till bolsjevikerna blev han direkt vid oktoberrevolutionen arresterad på order av Trotskij, vilket gjorde honom till dess kanske allra första politiska fånge. I februari 1918 fick han möjlighet att lämna Ryssland och uppehöll sig en tid i Stockholm innan han bosatte sig i Paris, där han arbetade hårt för att få till stånd en väpnad kamp mot sovjetregeringen. Burtsev skrev flera arbeten om den ryska revolutionsrörelsens historia, Ryssland idag översattes 1918 till svenska.